# Garay János (vívó)
Garay János, Garai János (Budapest, 1889. február 23. – Mauthausen, 1945. május 3.) olimpiai bajnok kardvívó.
Orvosi műszerkereskedőként, illetve külkereskedelmi tisztviselőként 1923-ban, az NVC (Nemzeti Vívó Club) színeiben kezdett versenyszerűen vívni. 1924-ben bekerült a párizsi olimpiára utazó magyar kardcsapatba és ettől kezdve 1930-ig összesen tíz alkalommal szerepelt a magyar válogatottban.  Hatéves válogatott sportolói pályafutása alatt összesen három olimpiai és két Európa-bajnoki érmet nyert. A magyar csapat tagjaként elért sikerei mellett egyéniben is nyert egy olimpiai bronzérmet és egy Európa-bajnoki címet. Az aktív sportolástól az 1930. évi Európa-bajnokság után vonult vissza.
Magyarország német megszállását követő napon hivatalában letartóztatták, majd Mauthausenbe deportálták. Röviddel az európai háború vége előtt, koncentrációs táborban halt meg.

## Sporteredményei
- olimpiai bajnok:
  - 1928, Amszterdam: csapat (Glykais Gyula, Gombos Sándor, Petschauer Attila, Rády József, Tersztyánszky Ödön)
- olimpiai 2. helyezett:
  - 1924, Párizs: csapat (Berty László, Pósta Sándor, Rády József, Schenker Zoltán, Széchi László, Tersztyánszky Ödön, Uhlyárik Jenő)
- olimpiai 3. helyezett:
  - 1924, Párizs: egyéni
- kétszeres Európa-bajnok:
  - 1925, Oostende: egyéni
  - 1930, Liège: csapat (Glykais Gyula, Gombos Sándor, Petschauer Attila, Piller György, Rády József)
- Európa-bajnoki 6. helyezett:
  - 1926, Budapest: egyéni
- magyar bajnok
  - egyéni: 1923
  - csapat: 1927, 1930